# Reichspräsidentenwahl 1919

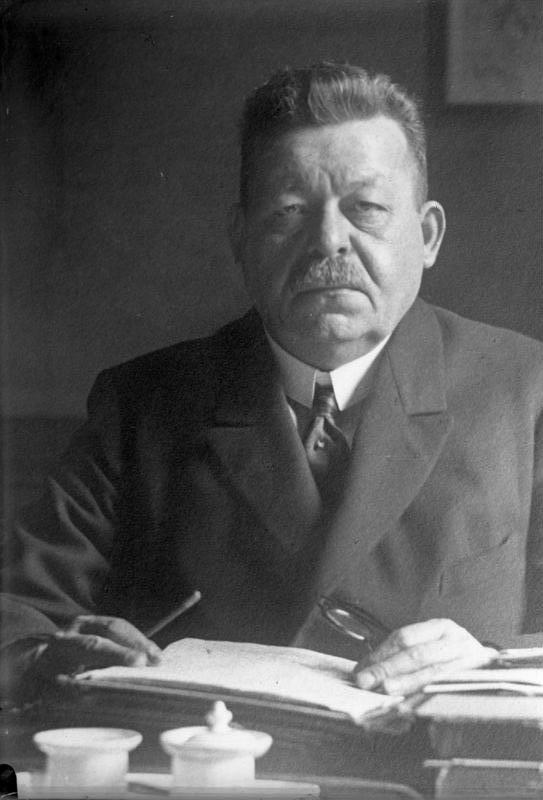
Friedrich Ebert

Die Reichspräsidentenwahl 1919 durch die Weimarer Nationalversammlung war die erste Reichspräsidentenwahl der Weimarer Republik und fand am 11. Februar 1919 statt. Grundlage für diese Wahl war das Gesetz über die vorläufige Reichsgewalt, das am Vortag verabschiedet worden war.
Die Wahl zum Reichspräsidenten wurde von Friedrich Ebert (SPD) im ersten Wahlgang gewonnen, unterstützt durch SPD, DDP und Zentrum mit 73,1 Prozent der Stimmen. Ebert wurde dadurch erster Reichspräsident der Weimarer Republik und konnte die Regierungsbildung einleiten, indem er Philipp Scheidemann zum Reichsministerpräsidenten bestimmte (siehe Kabinett Scheidemann). In der Weimarer Verfassung von 1919 wurde das Ende der ersten Amtszeit durch den Artikel 180 behandelt, konkret aber erst durch das Gesetz zur Änderung des Artikels 180 der Reichsverfassung vom 27. Oktober 1922: „Der von der Nationalversammlung gewählte Reichspräsident führt sein Amt bis zum 30. Juni 1925.“ Die Amtszeit endete tatsächlich aber schon durch Eberts Ableben am 28. Februar 1925.

## Ergebnis
Außer Friedrich Ebert erhielten Arthur Graf von Posadowsky-Wehner (DNVP), Matthias Erzberger (Zentrum) und Philipp Scheidemann (SPD) Stimmen.
Das Ergebnis lautete wie folgt:
| 73,1 % 277 Stimmen | 12,9 % 49 Stimmen          | 0,3 % 1 Stimme      | 0,3 % 1 Stimme     | 13,5 % 51 Stimmen | 44 Stimmen      |
| Friedrich Ebert    | Arthur Graf von Posadowsky | Philipp Scheidemann | Matthias Erzberger | ungültig          | nicht abgegeben |

| Kandidat (Partei)           | Kandidat (Partei)                        | unterstützt durch | Stimmen | Prozent |
| --------------------------- | ---------------------------------------- | ----------------- | ------- | ------- |
|                             | Friedrich Ebert (SPD)                    | SPD, DDP, Zentrum | 277     | 73,1 %  |
|                             | Arthur Graf von Posadowsky-Wehner (DNVP) | DNVP              | 49      | 12,9 %  |
|                             | Philipp Scheidemann (SPD)                | —                 | 1       | 0,3 %   |
|                             | Matthias Erzberger (Zentrum)             | —                 | 1       | 0,3 %   |
| Wahlberechtigte Abgeordnete | Wahlberechtigte Abgeordnete              |                   | 423     | 100,0 % |
| Abgegebene Stimmen          | Abgegebene Stimmen                       |                   | 379     | 89,6 %  |
| Gültige Stimmen             | Gültige Stimmen                          |                   | 328     | 86,5 %  |
| Ungültige Stimmen           | Ungültige Stimmen                        |                   | 51      | 13,5 %  |